# Veliko Brdo
Veliko Brdo est un village de Slovénie situé à la frontière croate. La ville est située dans la commune d'Ilirska Bistrica.